# Scoriopsis nigrivenata
Scoriopsis nigrivenata là một loài bướm đêm trong họ Geometridae.